# Catecol oxidasa
Catecol oxidasa és un enzim que catalitza l'oxidació de fenols com el catecol. La catecol oxidasa conté coure i la seva activitat és similar a la tirosinasa i altres oxidases relacionades que contenen coure. Es troba en enzims dels vegetals.
La catecol oxidas fa l'oxidació de fenols com el catecol, fent servir dioxigen (O₂). En presència de catecol es forma benzoquinona en una reacció d'enbruniment que ocorre en molts aliments exposats a l'oxigen, per exemple en la banana. La benzoquinona quan s'oxida a l'aire dona melanina marró fosca. També es pot formar Adrenocrom i Adrenolutina
La catecol oxidasa es presenta en el citoplasma cel·lular de les plantes. Si es danyen els teixits vegetals s'allibera catecol a ortoquinona la qual és un antisèptic natural. Per tant, la catecoloxidasa té un paper en el mecanisme de defensa de les plantes enfront de malalties de bacteris o de fongs. La benzoquinona evita que els fruits danyats es podreixin